# Lymaenon
Lymaenon é um género de vespas pertencentes à família Mymaridae.
O género tem distribuição cosmopolita.
Espécies:
- Lymaenon hoplites Debauche, 1948
- Lymaenon spinozai Girault, 1912
- Lymaenon vladimiri Triapitsyn, 2013